# Dom Gwarka w Tarnowskich Górach
Dom Gwarka – zabytkowa kamienica z końca XVI wieku znajdująca się u zbiegu ulic Gliwickiej i Zamkowej na terenie zabytkowego śródmieścia miasta Tarnowskie Góry.

## Historia

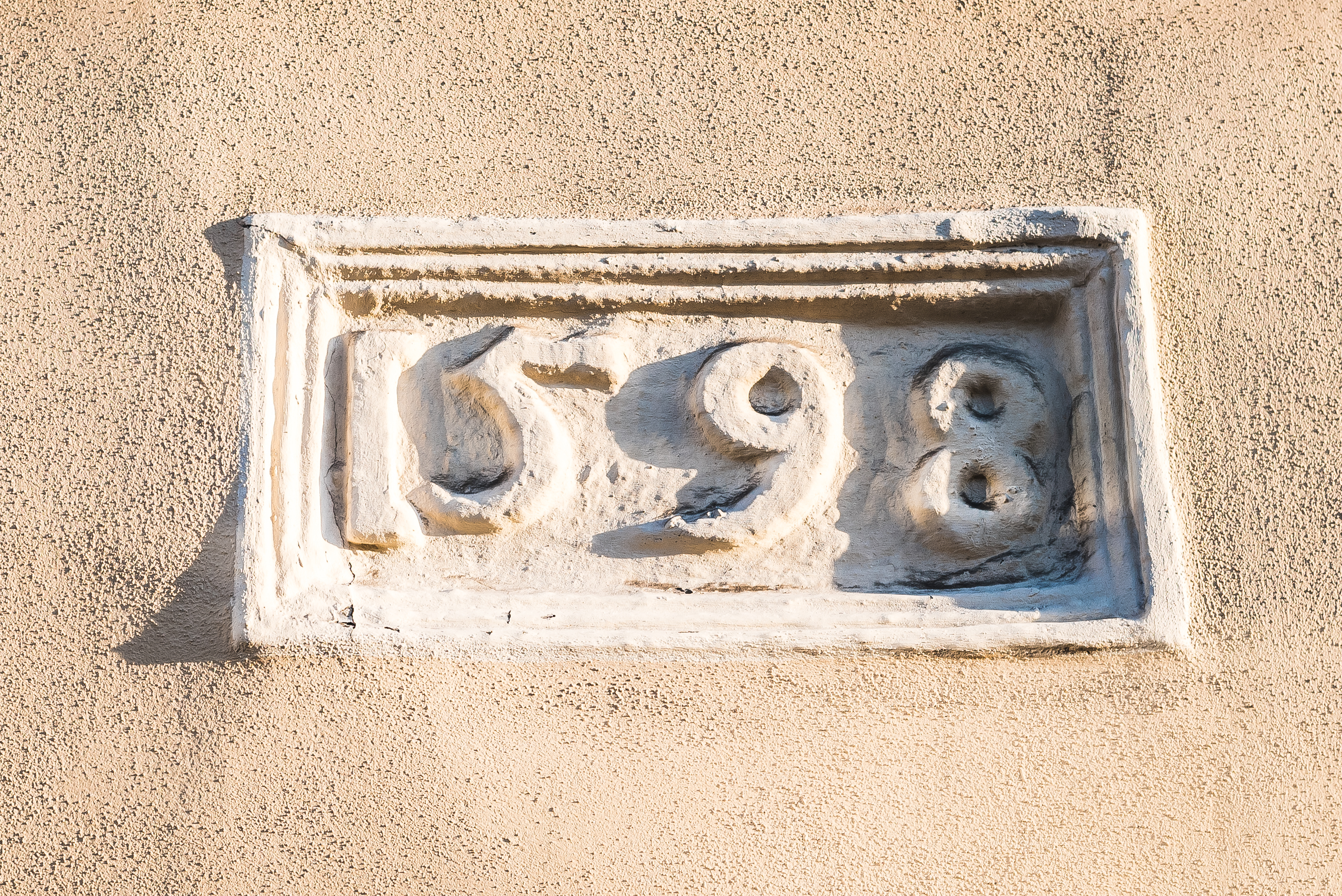
Data budowy na fasadzie

Budynek zbudowany został w 1598 roku, a jego właścicielami przez dziesięciolecia byli gwarkowie (łac. cultores montium, czyli właściciele i udziałowcy kopalń upoważnieni przez władcę do wydobycia kruszcu w zamian za pobieranie od nich dziesięciny lub innej opłaty, tzw. olbory) oraz inni przedstawiciele tarnogórskiego mieszczaństwa.
Podczas pożarów miasta w 1701 oraz 1746 roku dom poważnie ucierpiał. Przed 1746 jego wartość katastralną wyceniano na 370 talarów, a po 1765 – na 355 talarów.
Prawdopodobnie w tym budynku – należącym wówczas do radcy von Gawlowskiego – odbyło się w 1744 roku pierwsze nabożeństwo luterańskie po przywróceniu wolności religijnej, o którym wspomniał Zasadius w swej Muzyce Anielskiej.
W 1754 budynek został przekazany popieranym przez pruskie władze ewangelikom, którzy założyli w nim swoją szkołę. Dom Gwarka był jej siedzibą przez 100 lat aż do 1854. W 1784 roku w dwóch klasach uczyło się 100 uczniów, zaś w 1847 szkoła miała już trzy klasy ze 140 dziećmi. Nauczycieli było trzech, a roczny budżet placówki – pochodzący z podatków miejskich i danin kościelnych – wynosił ok. 300 talarów.
Po przeniesieniu w 1854 szkoły do nowej siedziby przy Henckelstraße 2 (obecnie ul. Jana Bondkowskiego) dom został sprzedany i wszedł w skład zabudowań fabryki mydła Josepha Lukaschika (założonej w 1845 roku, działającej do początku lat 40. XX wieku).

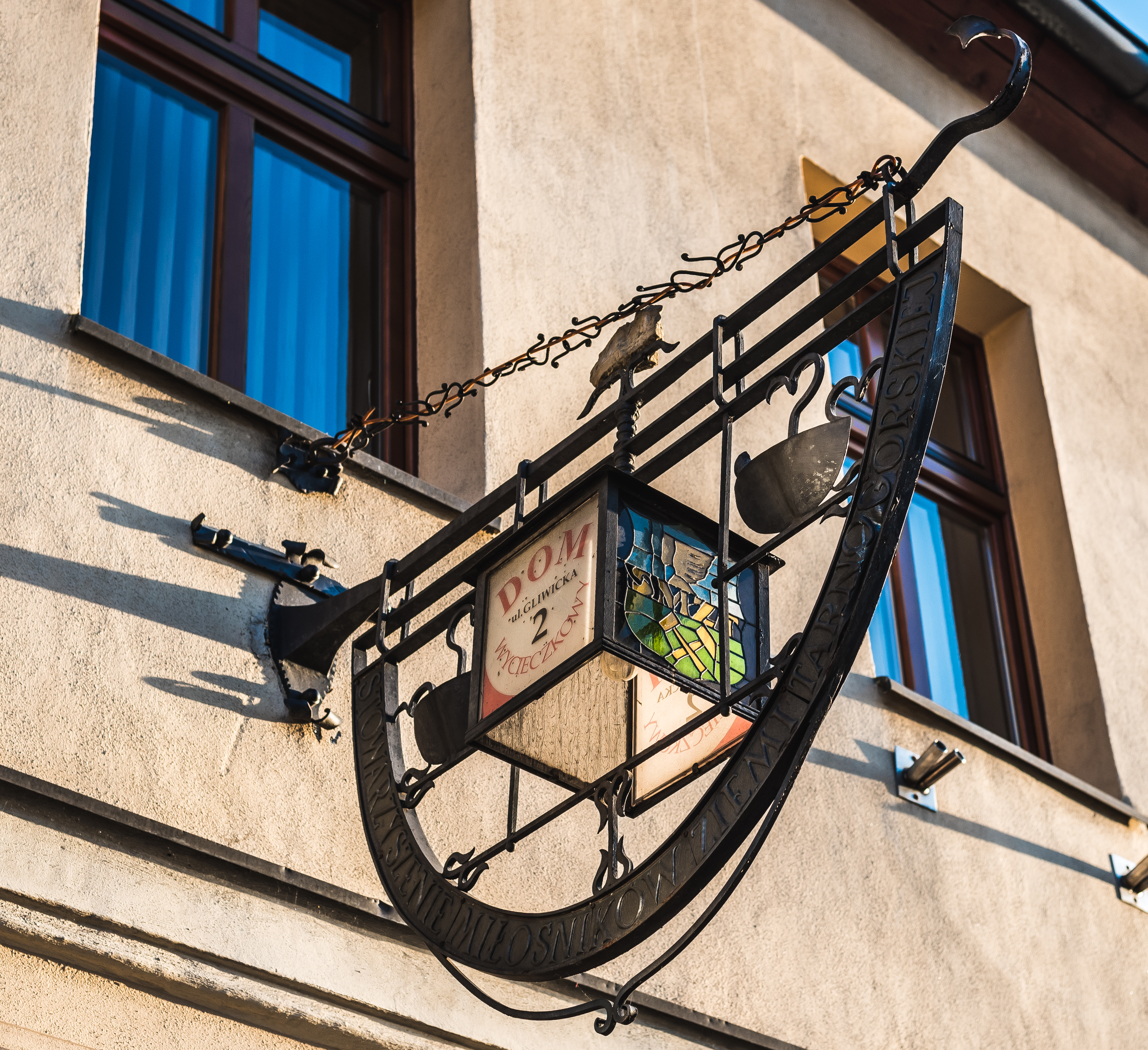
Ozdobna latarnia nad wejściem do budynku

W 1891 roku wykonano drugie wejście do budynku (obecnie nieistniejące) oraz przebudowano sąsiednie okno. Pracami kierował Ernst Hofmann.
Po II wojnie światowej Dom Gwarka był zrujnowany i przewidziany do rozbiórki, jednak dzięki staraniom Stowarzyszenia Miłośników Ziemi Tarnogórskiej, które postanowiło obrać go na swoją siedzibę, został wyremontowany i oddany do użytku 17 maja 1965 roku. Pieniądze na remont pochodziły z popularnej wówczas śląskiej gry liczbowej Karolinka, a także z dotacji katowickiego wojewódzkiego konserwatora zabytków.
Współcześnie w budynku znajduje się siedziba Stowarzyszenia Miłośników Ziemi Tarnogórskiej – na parterze znajdują się biura, z kolei dwukondygnacyjne poddasze zajmował dom wycieczkowy „Gwarek”, przekształcony w 2021 roku w hostel „Młotek i Perlik” nawiązujący nazwą do mydła będącego sztandarowym produktem wytwarzanym niegdyś w zakładzie Józefa Łukasika (niem. nazwa marki: „Schlägel-und-Eisen-Seife”, firma: J[oseph]. Lukaschik Seifenfabrik Tarnowitz). 

## Architektura
Dom Gwarka to narożny budynek wzniesiony na rzucie kwadratu, murowany, parterowy z półszczytem od strony ul. Gliwickiej oraz wysokim dwukondygnacyjnym poddaszem, trzytraktowy. W części pomieszczeń sklepienia krzyżowe oraz żaglaste na gurtach, trójprzęsłowe. Dach naczółkowy, elewacja bezstylowa, od ul. Gliwickiej sześcioosiowa, a od ul. Zamkowej – siedmioosiowa. Na fasadzie północnej (od strony ul Gliwickiej) zachowana data 1598 (data budowy), dawniej widoczne również były daty przebudów – 1717 i 1785 – obecnie zatynkowane. W 1990 roku wmurowana została tablica upamiętniająca pobyt w mieście Johanna Wolfganga von Goethego.